# Maniquí fosc
El maniquí fosc (Lonchura fuscans) és un ocell de la família dels estríldids (Estrildidae).

## Hàbitat i distribució
Habita praderies i camps d'arròs de l'Arxipèlag Malai, a Borneo i algunes illes properes, i a les Filipines sudoccidentals, a l'Arxipèlag de Sulu.